# Вила Фарнезина
Вила Фарнезина (итал. Villa della Farnesina) је ренесансна приградска вила у римској четврти Трастевере. Изградњу је финансирао тоскански банкар и пословни човек Агостино Киђи. Вила је требала да буде одраз његовог богатства и склоности идејама хуманизма. Вилу је у периоду од 1508. до 1511. саградио архитекта Балдасаре Перуци. Унутрашњу декорацију насликали су познати уметници 16. века: Рафаел, Себастијано дел Пјомбо, Ђовани Антонио Баци, Ђулио Романо, као и сам Перуци. Вила је 1579. постала власништво кардинала Алесандра Фарнезеа, по коме је добила садашње име.
По својој стилској хармонији и елеганцији, Вила Фарнезина је једна од најзначајнијих профаних грађевина високе Ренесансе у Риму. Својом архитектуром, уметничком декорацијом, и уређеним парком, она представља комбинацију уметности свога времена. Данас је део виле музеј, а у другом делу је Академија просвећених (итал. Accademia dei Lincei).

## Галерија
- Рафаел: Тријумф Галатеје
- Ђулио Романо: Амор и три грације
- Таваница